# Burtscheid (Hunsrück)
Burtscheid település Németországban, Rajna-vidék-Pfalz tartományban. Lakosainak száma 111 fő (2023. december 31.). Burtscheid Beuren községgel határos.

## Népesség
A település népességének változása:
| Lakosok száma | 90   | 108  | 116  | 116  | 114  | 111  | 111  |
|               | 1975 | 2014 | 2017 | 2019 | 2021 | 2022 | 2023 |